# El cisne (película)

## Reparto
- Grace Kelly como Princesa Alejandra
- Alec Guinness como Príncipe Alberto
- Louis Jourdan como Dr. Nicolás Agi
- Agnes Moorehead como Reina María Dominica
- Jessie Royce Landis como Princesa Beatriz
- Brian Aherne como Padre Carlos Hyacinth
- Leo G. Carroll como César

## Comentarios
Está basada en la obra de teatro homónima de Ferenc Molnár.

## Argumento
La princesa Alexandra (Grace Kelly) vive con su madre y sus hermanos menores en un palacio en el campo. Un primo lejano, el príncipe Albert (Alec Guinness), anuncia su visita. Su verdadera intención es conocer de cerca a la princesa Alexandra, ya que busca una esposa y no la ha encontrado a pesar de haber viajado por toda Europa. La princesa Alexandra se enamora del profesor de sus hermanos (Louis Jourdan) y está decidida a fugarse con él. Sin embargo, el príncipe Albert, que se muestra comprensivo, la hace ver que tiene que decidir entre el deber que le impone su cuna y un amor que a la larga tal vez carezca de fundamento.
- Datos: Q466390